# Rurey
Rurey är en kommun i departementet Doubs i regionen Bourgogne-Franche-Comté i östra Frankrike. Kommunen ligger i kantonen Quingey som tillhör arrondissementet Besançon. År 2022 hade Rurey 359 invånare.

## Befolkningsutveckling
Antalet invånare i kommunen Rurey
Referens:INSEE